# Frederick C. Silvester

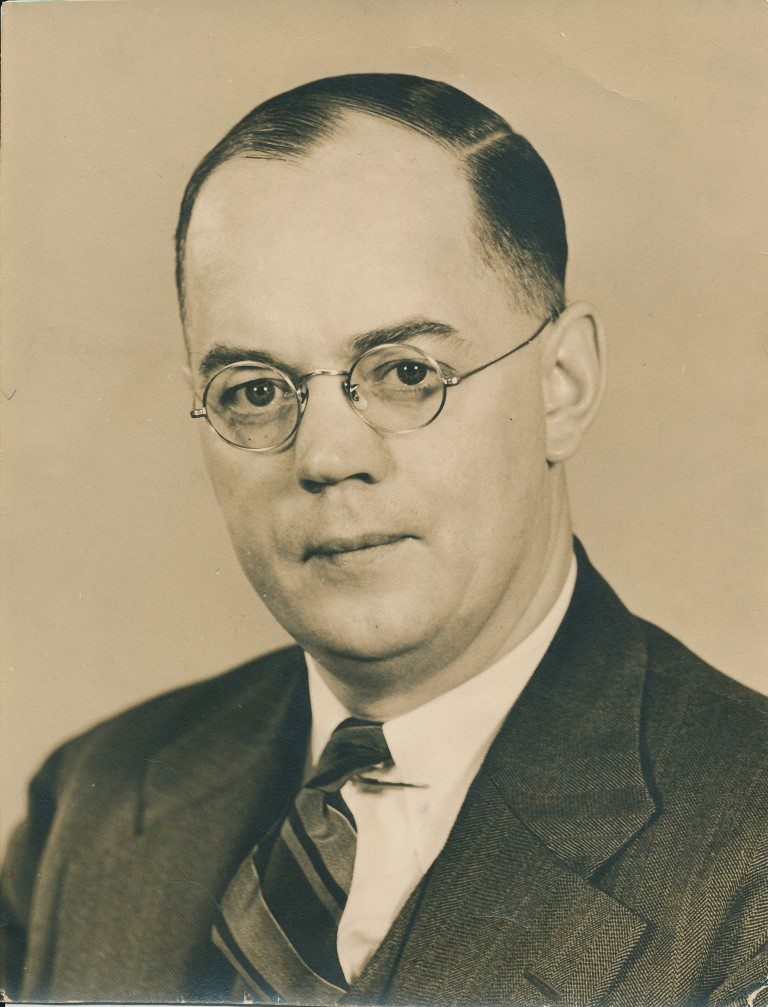
Frederick C. Silvester

Frederick Caton Silvester (* 21. Januar 1901 in Darwen; † 24. Juni 1966 in Toronto) war Organist, Chorleiter und Komponist.

## Leben
Silvester studierte Orgel zunächst in England, ab 1921 dann bei Lynnwood Farnam in Saskatoon. In dieser Zeit war er Organist an der First Baptist Church sowie der Knox United Church. 1929 zog er nach Toronto, wo er am Toronto Conservatory of Music (später The Royal Conservatory of Music) bei Ernest MacMillan Orgel und Healey Willan Musiktheorie und Komposition studierte. Von 1931 bis 1938 war er Organist an der Church of the Messiah und von 1938 bis 1966 an der Bloor Street United Church, wo er auch als Chorleiter arbeitete. Er spielte Orgelkonzerte in vielen Teilen Kanadas und für CBC. Von 1945 bis 1947 war er Präsident des Canadian College of Organists, heute das Royal Canadian College of Organists. In den Jahren 1957 bis 1960 leitete er den Toronto Mendelssohn Choir. Er schrieb einige kurze Choralvorspiele und Lieder. Größere Bekanntheit erlangte er als Lehrer des kanadischen Pianisten Glenn Gould im Fach Orgel.